# Halloween 5: Förbannelsen
Halloween 5: Förbannelsen är en amerikansk skräckfilm/slasher från 1989, regisserad av Dominique Othenin-Girard. Filmen är en direkt uppföljare till Halloween 4: Återkomsten.

## Handling
Michael Myers är tillbaka, men den här gången är han väntad. Michaels 9-åriga systerdotter, Jamie, har telepatisk kontakt med sin morbror. Hon vet var och när han slår till nästa gång. När Michael ger sig ut på en ny blodig mordorgie är doktor Loomis redo att stoppa massmördaren för gott.

## Om filmen
Efter succén med del 4, så bestämde sig Moustapha Akkad för att snabbt fortsätta med serien. Därför dröjde det endast ett år innan den här kom ut på bio. Den släpptes den 13 oktober och drog in 11 642 254 dollar - vilket gör den till den minst lyckade filmen i Halloween-serien, pengamässigt. Den släpptes direkt på video utanför USA.

## Rollista (i urval)
Donald Pleasence som Dr. Loomis
Danielle Harris som Jamie Lloyd
Don Shanks som Michael Myers
Beau Starr som Sheriff Ben Meeker
Jeffery Landman som Billy Hall
Tamara Glynn som Samantha Thomas
Jonathan Chapinsom Mikey